# Kristina van Eyck
Kristina van Eyck (* 30. Oktober 1954 in Los Angeles, Kalifornien) ist eine US-amerikanisch-deutsche Schauspielerin.

## Leben und Karriere
Die Tochter des Schauspielers Peter van Eyck und seiner Ehefrau Ingeborg de Foris et Foris-Valois wuchs in der Schweiz und in München auf. Nach dem Abitur studierte sie Germanistik und Philosophie, absolvierte eine Schauspiel- und Tanzausbildung. Es folgten Engagements am Staatstheater Stuttgart, wo sie als Gast engagiert war.
Ihr Filmdebüt gab van Eyck 1976, ehe sie 1977 in dem Film Johnny West ihres späteren Lebensgefährten, des Regisseurs Roald Koller, erstmals einem breiteren Publikum bekannt wurde. Bei den Dreharbeiten zu dem Film wurden die beiden ein Paar und blieben es, bis Koller am 13. Juni 1978 durch Suizid starb.
In späteren Filmen wie Die Frau mit dem roten Hut und Der Kuß des Tigers verkörperte van Eyck meist kühle, illusionslose Frauen. Danach war sie vor allem in Fernsehserien wie Parkhotel Stern, Ein Fall für zwei oder SOKO 5113 zu sehen. Außerdem war sie jeweils in einer Nebenrolle in den Telenovelas Verliebt in Berlin, Wege zum Glück und Alisa – Folge deinem Herzen zu sehen.
Sie lebt heute in Berlin.

## Filmografie (Auswahl)
- 1976: Rosemaries Tochter
- 1977: Johnny West
- 1979: Mirko und Franka (TV)
- 1980: Fantomas (Fernsehserie, 2 Episoden)
- 1980: Egon Schiele – Exzesse
- 1980: Die längste Sekunde (TV)
- 1981: Liebeskonzil
- 1982: Die Frau mit dem roten Hut
- 1982: Monaco Franze – Der ewige Stenz (Fernsehserie, 2 Episoden)
- 1982: Unheimliche Geschichten – Gestern wird morgen sein
- 1983: Die leichten Zeiten sind vorbei
- 1986: Hammer
- 1988: Der Kuß des Tigers
- 1992: Sylter Geschichten (Fernsehserie)
- 1997: Park Hotel Stern (Fernsehserie, 5 Episoden)
- 1999: Die Blendung – Verrat aus Liebe (TV)
- 2000: Zwei Asse und ein König (TV)
- 2001: Ein Yeti zum Verlieben (TV)
- 2001: Das Baby-Komplott (TV)
- 2002: Bis dass dein Tod uns scheidet (TV)
- 2002: Stahlnetz – Ausgelöscht (Fernsehserie)
- 2004: Dornröschens leiser Tod (TV)
- 2004: Fliege hat Angst
- 2005: Der Staatsanwalt – Henkersmahlzeit (Fernsehserie)
- 2006–2007: Verliebt in Berlin (Fernsehserie, 2 Episoden)
- 2006: Verschleppt – Kein Weg zurück
- 2007: Wege zum Glück (Fernsehserie)
- 2009: Alisa – Folge deinem Herzen (Fernsehserie)
- 2010: SOKO Stuttgart – Fatale Begabung (Fernsehserie)
- 2013: Hannah Mangold & Lucy Palm – Tot im Wald (Fernsehfilm)
- 2019: Der Bulle und das Biest – Das Chamäleon (Fernsehserie)
- 2019: Deine Farbe